# Paolo Tosti
Francesco Paolo Tosti (Ortona (regió dels Abruços), 9 d'abril, 1846 - Roma (Laci), 2 de desembre, 1916), va ser un compositor i cantant italià, conegut per ser l'autor de famosos romanços de saló o de cambra.

## Biografia

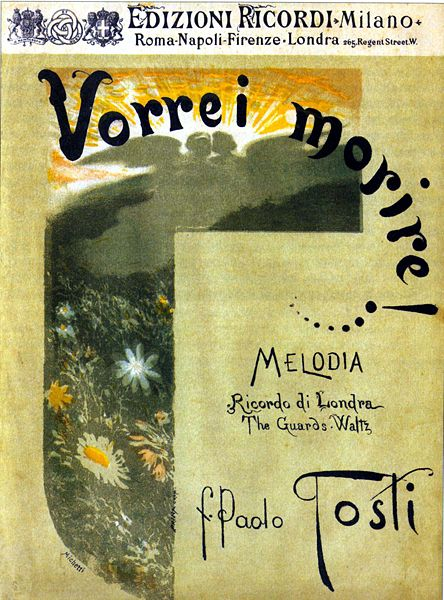
M'agradaria morir Tosti

Cinquè, dels cinc fills supervivents de Giuseppe, un comerciant d'Ortona, van anar a estudiar amb el mestre Saverio Mercadante al Conservatori de Conservatorio di San Pietro a Majella de Nàpols, on es va graduar el 1866, en viola i ja va compondre alguna peça.
Va començar a treballar organitzant espectacles i dirigint òperes per als empleats del ferrocarril de l'Adriàtic, seguint les obres entre Ortona i Ancona; Després es va traslladar a Roma on, aprofitant la seva veu de tenor, va començar a actuar com a cantant: gràcies a aquesta activitat es va convertir en una celebritat i va començar a freqüentar els cercles socials de la capital, sent contractat com a professor de cant per Margarida de Savoia, la futura reina d'Itàlia. Aquí es va fer amic d'altres dos grans homes abruzzeses: Gabriele D'Annunzio, un dels més grans poetes italians de l'època, i Francesco Paolo Michetti, un pintor reconegut.
A finals de la dècada de 1870 es va traslladar a Londres on, gràcies al Lord Alcalde i al suport del famós violoncel·lista Gaetano Braga, el seu compatriota, el 1880 va ingressar a la cort de la reina Victòria com a professor de cant: va mantenir també el seu càrrec. sota el seu successor, Eduard VII, que el 1908 li va atorgar el títol de Gran Oficial de l'Ordre Reial Victoriana (de la qual ja n'era comandant): mentrestant, encara que a contracor, també havia acceptat la ciutadania britànica (1906). Durant tot el seu període anglès va continuar mantenint relacions amb Itàlia, on hi va passar regularment alguns períodes.
A la mort d'Eduard VII (1910) va decidir tornar definitivament a Itàlia i establir-se a Roma, on va morir a l'Hotel Excelsior el 1916.
Entre els seus més de cinc-cents romanços per a veu i piano, els texts dels quals també van ser escrits per poetes com Antonio Fogazzaro, Rocco Pagliara, Naborre Campanini i Gabriele D'Annunzio, i han estat interpretats per les veus d'Enrico Caruso, Beniamino Gigli, Tito Schipa, Giuseppe Di Stefano, Alfredo Kraus, Jussi Björling, Luciano Pavarotti, Milva, Mina, Andrea Bocelli i Josep Carreras, recordem peces que encara s'executen molt, com ara: L'alba separa dalla luce l'ombra, Malìa, Vorrei morir, Non t' I love more, L'última cançó, Ideal, 'A vucchella (lletra de D'Annunzio) i Marechiare (lletra de Salvatore di Giacomo), les dues darreres convertides en clàssics de la cançó napolitana.

## Treball i estil
L'originalitat de Tosti rau en el fet que va ser un músic atípic per a la seva època, de romanços i cançons que mai va escriure un llibret d'òpera, probablement per mantenir la seva originalitat i la seva idea de la música en el seu racó personal, mantenint-se en forts relacions; d'amistat i col·laboració amb els principals llibretistes i compositors: Giacomo Puccini, Giuseppe Verdi, Gaetano Braga, Pietro Mascagni. A més de ser un dels millors professors de cant de l'època, com testimonia Verdi en una carta. Tosti va poder guanyar, com el seu amic D'Annunzio, molta publicitat en l'escena cultural italiana i internacional, sobretot durant el seu període a Londres. I col·laborant amb la filial exterior de Casa Ricordi.

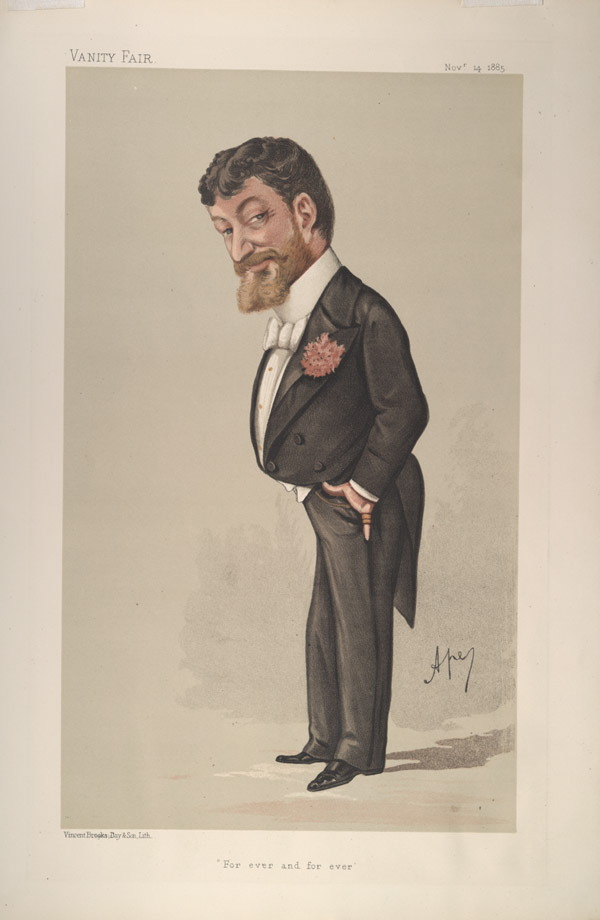
Paolo Tosti, caricatura del 1885

Entre el 1875 i el 1879 va freqüentar assíduament el "convento" de Francavilla al Mare, és a dir, el cercle cultural que volia el seu amic el pintor Francesco Paolo Michetti a l'antic convent de Sant'Antonio, amb altres intel·lectuals dels Abruzzos com el mateix Annunzio (encara que va entrar més tard), Basilio Cascella, Costantino Barbella, Edoardo Scarfoglio, Antonio De Nino. Durant aquest període Tosti va tenir una relació amorosa amb la noble Maria Vernowska, a qui va ensenyar cant a Londres, que portaria, com la pel·lícula Torna caro ideal (1939) "romanços" als Abruços, al convent de Francavilla, presentant-la a aquell món primordial i sincer, tan estimat a la primera prosa d'Annunzio i als quadres de Michetti, com el pelegrinatge al santuari dels Miracles de Casalbordino.
La composició del seu romanç més famós, Ideale, es remunta a aquest període.

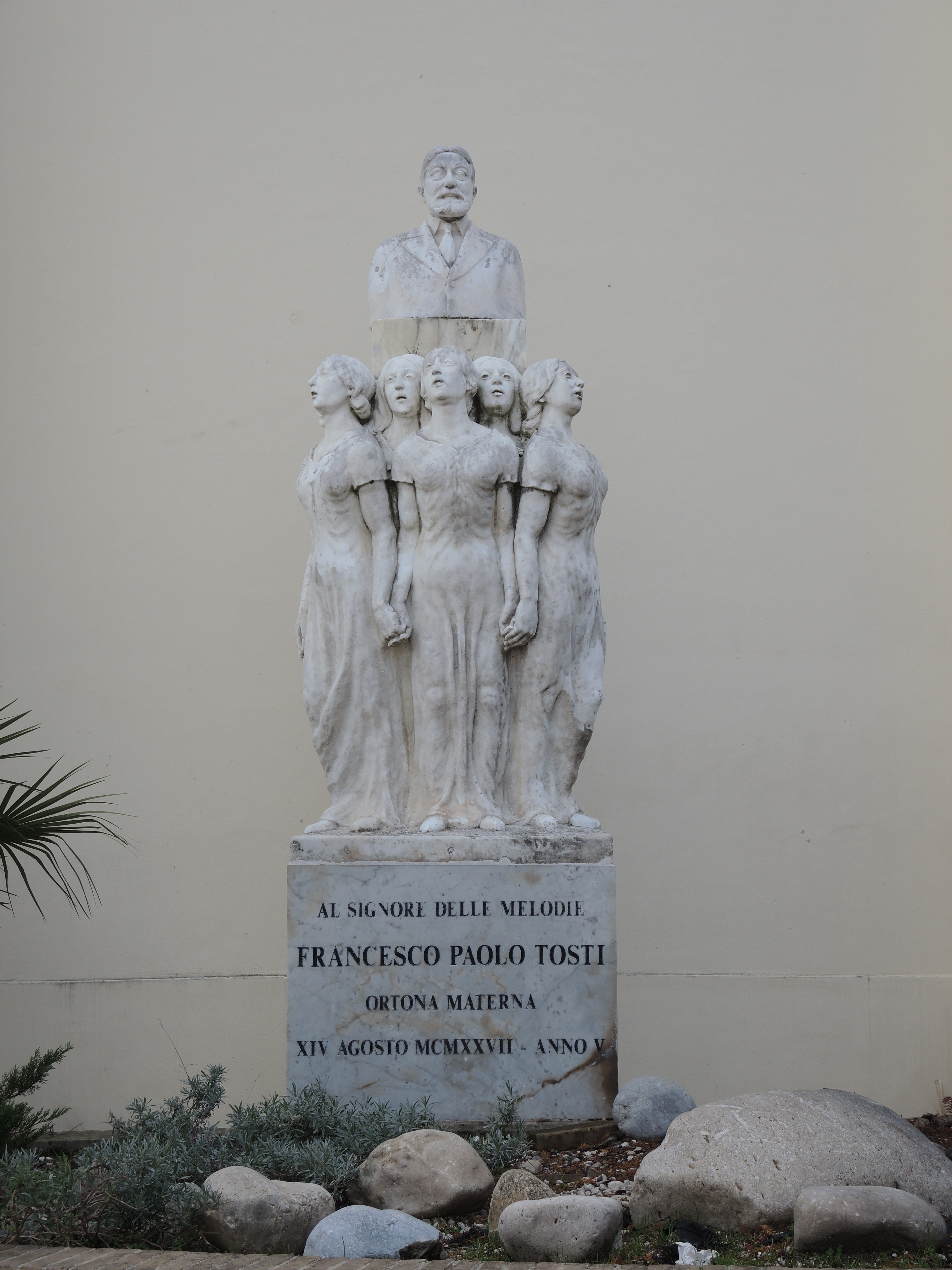
Monument a Francesco Paolo Tosti, obra de Giuseppe Massari d'Ortona, a la Piazza del Teatro, Ortona

A la Reial Acadèmia de Londres, Tosti donava classes als descendents de la casa reial, com els fills de Victòria, excepte Eduard VII, també donava classes de cant als descendents de les cases reials d'Espanya, Noruega, Suècia i Romania, i també a Alexandra, esposa del tsar Nicolau II. El catàleg d'obres de Tosti, conservat al Museo Musicale d'Abruzzo d'Ortona (CH), conté composicions per a cant i piano, dividides en romanços, cançons, cançons, melodies, cançons italianes i cançons dialectals
Tosti, pels seus romanços, va triar sovint i de bon grat les composicions en versos escrites pel seu amic D'Annunzio, com en Vucchella en dialecte napolità, però també per Enrico Panzacchi, Rocco Pagliara, Giosue Carducci, Antonio Fogazzaro, i a l'estranger de Victor Hugo, Alfred de Musset, Paul Verlaine, aconseguint distingir-se dels altres compositors de romanços per un estil personal, despreocupat, però alhora velat per la malenconia, caracteritzat pel refinament i un to patètic i sentimental; per exemple, es va introduir la innovació tècnica de l'acompanyament ternari, el binari, encarregat al cant.

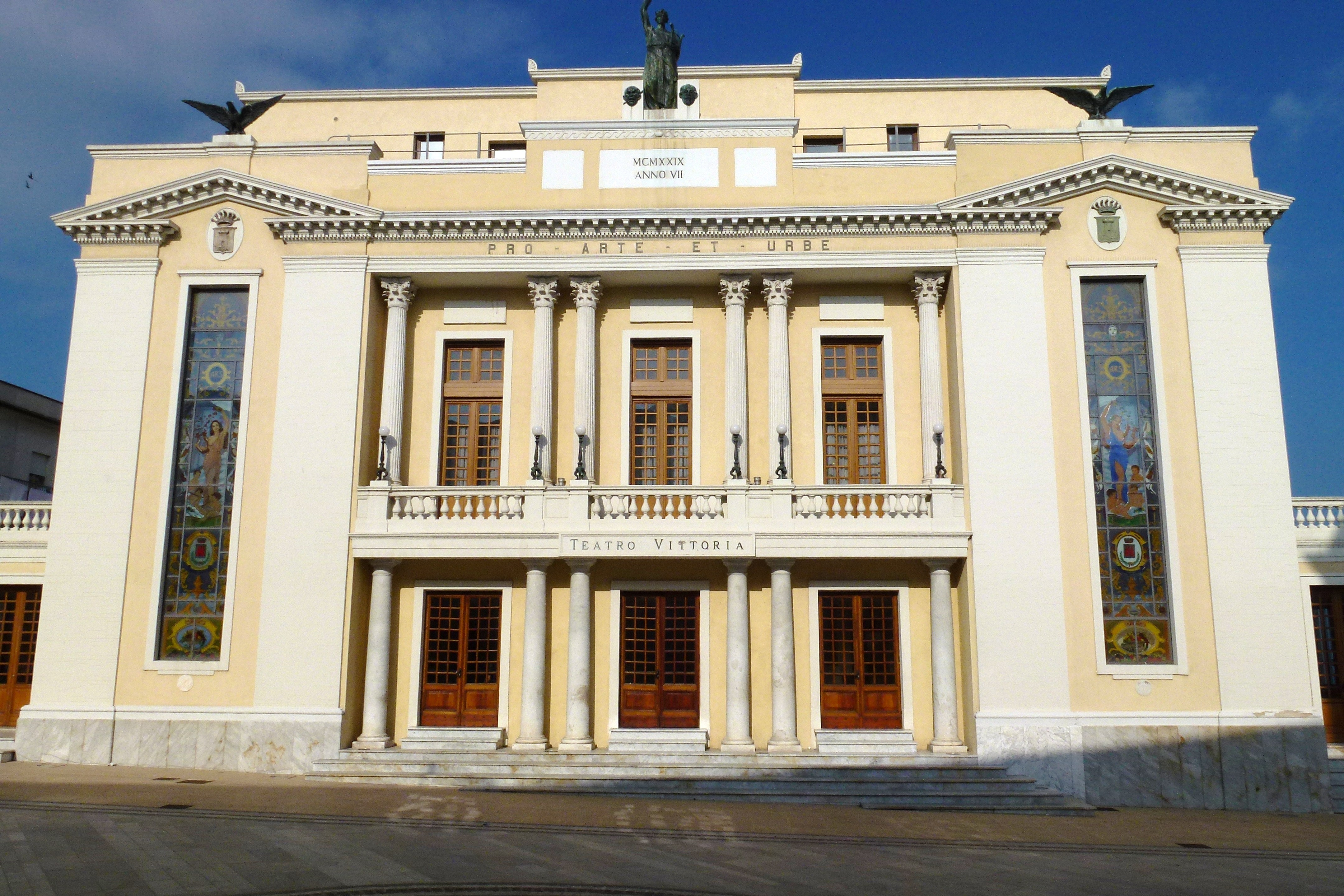
El Teatre Vittoria d'Ortona, retribuït després de Francesco Paolo Tosti

En cert sentit, Tosti també va ser un precursor de la Maggiolata ortonese, un festival de música que va començar l'any 1929 per un grup de compositors i músics locals, com Guido Albanese i Luigi Dommarco. El seu grup de cançons populars abruzzeses (15 peces), de les quals recordem la "Viuletta" de 1888, escrita per Tommaso Bruni, reprèn motius populars ja cristal·litzats en el panorama musical rural, com l'emigració, la guerra, el treball al camp, amor fugaç, la serenata, la natura parlant; aquí, però, els dictats del romanç encara són molt rígids, mentre que per a la Maggiorata hi haurà una explosió sincera dels instruments musicals típics dels abruzzes, com l'acordió, la trompeta, el tamborí, i s'utilitzarà exclusivament el dialecte local. .

## Composicions (parcials)

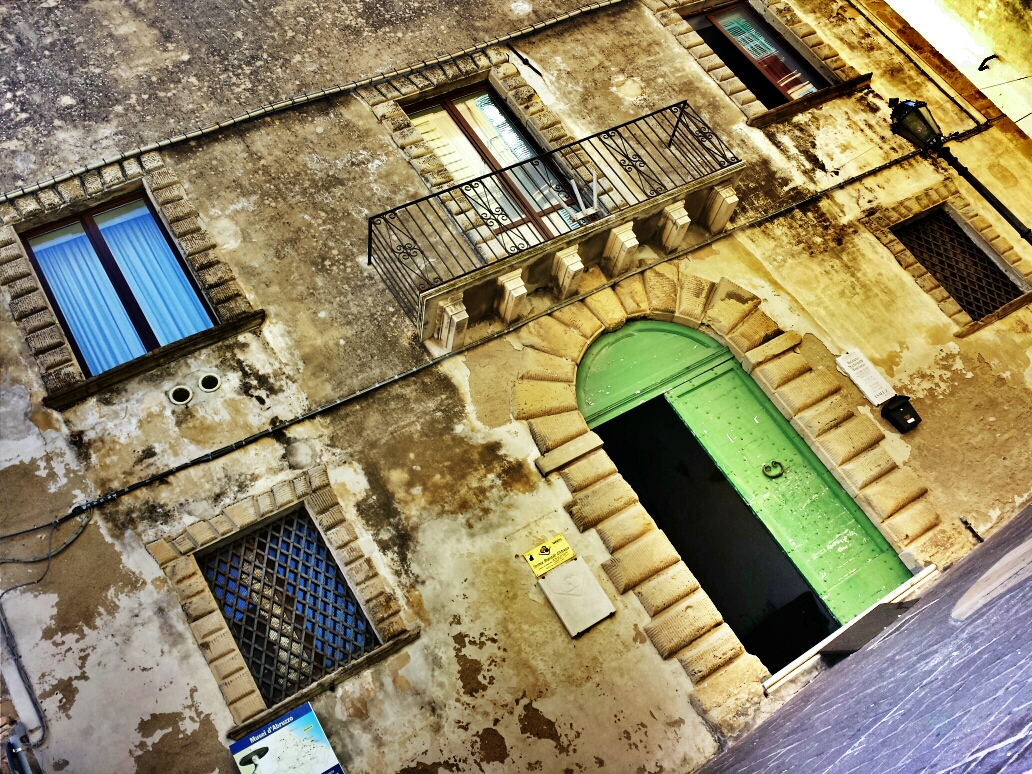
Palau Corvo d'Ortona: al Museo musical de Tosti

### Romances per Gabriele d'Annunzio (1880 - 1899)

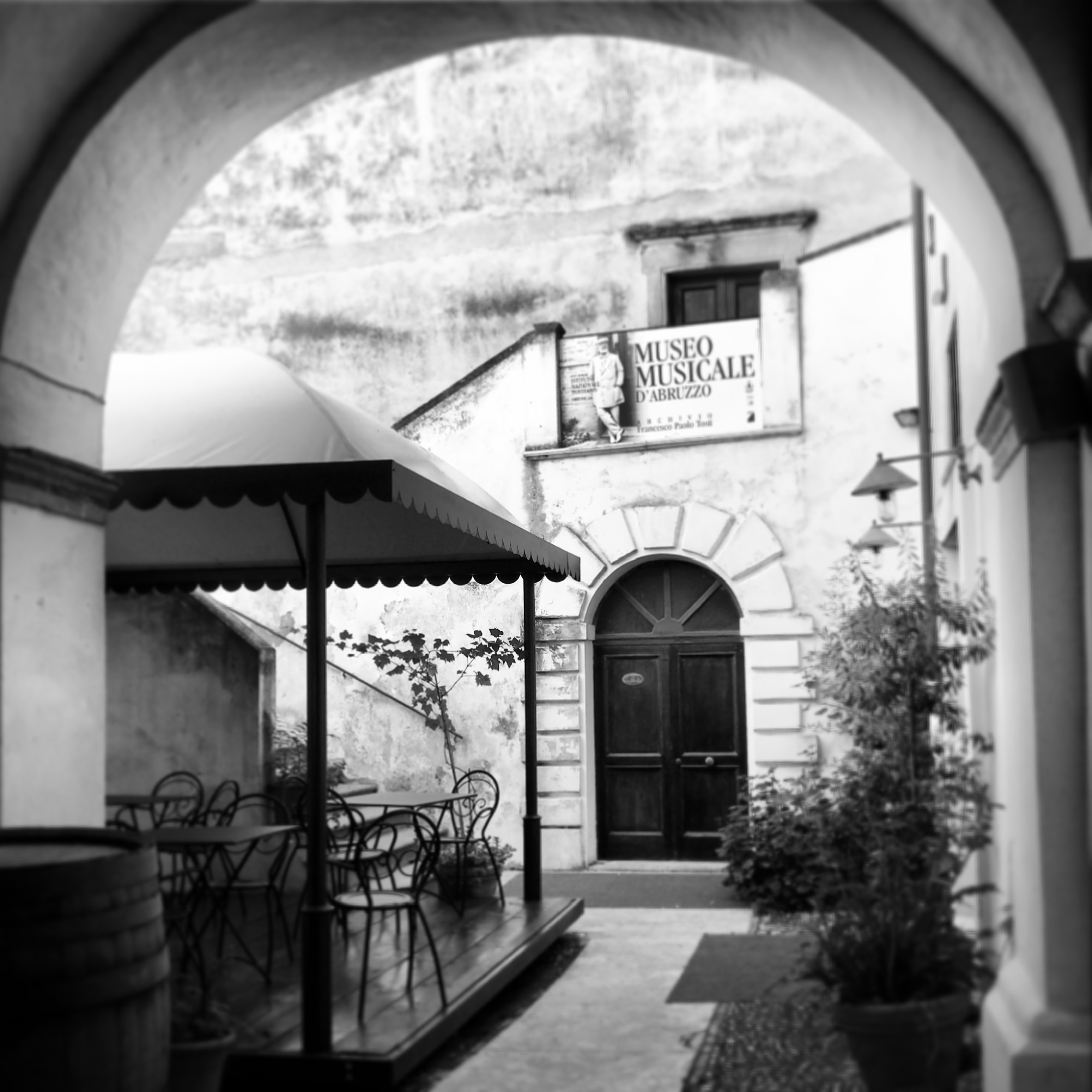
Palau Corvo (interni) - Ortona, Corso Matteotti

- Visione!
- Buon Capodanno
- "Vuol note o banconote? "
- En Hamac
- Notte bianca
- Arcano!...
- Vorrei
- Per morire
- 'A vucchella
- Quattro canzoni d'Amaranta
- L'alba separa dalla luce l'ombra
- O falce di luna calante

### Romanços abruzzese (1897)
- Augurio
- Canti popolari abruzzesi (15 pezzi)
- Senza di te!
- Povera Maria
- Chitarrata abruzzese

## Ortona; Monuments per Tosti
Palazzo CorvoMuseu de la Música dels Abruços - Arxiu F. P. Tosti

Palazzo Corvo és una residència històrica al barri de Terravecchia, a Corso Matteotti (que data del segle XVII), i va sobreviure als bombardejos de 1943. Va ser construït al segle XVI com a convent (actualment antic convent de Sant'Agostino) , i va acollir la família acomodada Crow quan aquesta va ser suprimida al segle XIX.
Estructura senzilla i amb cos en carreuat amb pati interior; Avui és la seu de l'Institut Nacional Tostiano, des de 1994, des de 1997 també acull la biblioteca i l'arxiu musical "Guido Albanese" (un altre compositor famós i important d'Ortona, parent de Tosti) que s'ocupa de fer els Abruços. tradició musical coneguda, especialment documentació sobre el festival d'Ortona de la Maggiolata a l'arxiu albanès, i conserva manuscrits originals del compositor. S'ha reconstruït una habitació dedicada a Tosti inspirada en la seva casa de Londres, amb mobles originals.
"Francesco Paolo Tosti" Teatre i monument de l'escultor ortonès Giuseppe Massari

El teatre "Vittoria", avui dedicat al compositor, va ser construït l'any 1929 en estil neoclàssic i modernista, amb decoracions greco-clàssiques a la façana; Abans de morir, Tosti havia volgut establir un autèntic teatre cívic a Ortona, allotjat en locals improvisats, com l'antic convent de San Francesco. El teatre de l'òpera, propietat privada dels orsognes després de la guerra, va ser cedit al municipi d'Ortona només als anys 90, quan va ser restaurat i dedicat a Tosti. Avui és el teatre principal de la ciutat.
També està dedicada una estàtua de 1926 a Francesco Paolo Tosti, obra de l'escultor ortonès Giuseppe Massari, grup que representa el compositor envoltat de les seves "muses", les camperoles abruzzeses. L'obra es va col·locar primer a Largo Farnese, després amb vistes a la Passeggiata Orientale, i finalment es va col·locar al costat de l'església de Santa Caterina, a la plaça del teatre.
El lloc de naixement de Tosti ja no existeix avui, estava situat al final de Corso Vittorio Emanuele, amb vistes a la Piazza Municipio. Per imatges històriques semblava molt modesta, amb només un pis. Va ser destruït durant els anys 60 per construir l'edifici d'uns grans magatzems.